# Адо-Екіті
А́до-Е́кіті (Ado-ekiti) — місто на південному заході Нігерії.
Місто розташоване у верхів'ях річки Огбесе, у районі вирощування бавовнику та какао.
Населення міста становить 213 000 осіб (1975).

## Транспорт
Транспортний вузол автошляхів.

## Економіка
В місті працюють текстильна фабрика, підприємства по переробці какао-бобів. Розвинені ремесла.

## Спорт
В місті знаходиться стадіон на 10000 глядачів.